# Hidrocarbur aromàtic policíclic
|  | «PAH» redirigeix aquí. Vegeu-ne altres significats a «Plataforma d'Afectats per la Hipoteca». |

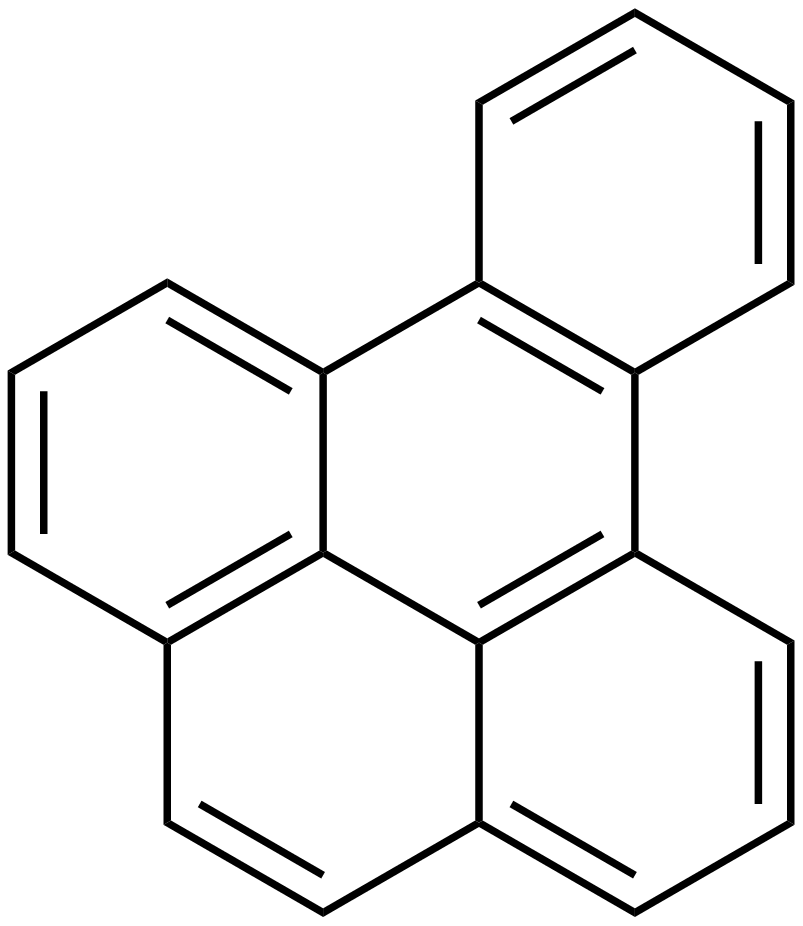
Representació de l'estructura química del benzopirè un hidrocarbur aromàtic policíclic.

Un hidrocarbur aromàtic policíclic (HAP) és un tipus de compost orgànic caracteritzat per la presència de diversos anells aromàtics. Conformen un grup de més de cent substàncies químiques diferents, entre les quals hi ha els benzopirens, que es formen durant la combustió incompleta del carbó, el petroli i la gasolina, les escombraries i altres substàncies orgàniques com el tabac o la carn preparada a la brasa. Els HAP es troben generalment com una barreja de dos o més d'aquests compostos.

## Estructura i propietats
Els HAP estan constituïts per un nombre variables d'anells de benzè condensats a través de dos o més àtoms de carboni. El naftalè (amb dos anells) es considera el compost més senzill. Una mostra dels HAPs d'importància mediambiental més freqüents i les seves propietats es mostren a la taula següent.
| Compost         | Solubilitat en aigua (ppm), 25 °C | Temperatura d'ebullició (°C) | Toxicitat relativa |
| Antracè         | 0,07                              | 342                          | No coneguda        |
| Fenantrè        | 1,29                              | 340                          | No coneguda        |
| Fluorantè       | 0,26                              | 384                          | Nul·la             |
| Pirè            | 0,135                             | 404                          | Nul·la             |
| Benzo(a)antracè | 0,0094                            | 438                          | Dèbil              |
| Benzo(a)pirè    | 0,0012                            | 495                          | Forta              |

Són compostos sòlids en condicions ambientals i amb punts de fusió superiors als 100 °C. Com es pot observar tenen una baixa solubilitat en aigua però per contra la tenen elevada en dissolvents orgànics. Això fa que siguin compostos microcontaminants orgànics. A major pes molecular, major solubilitat en dissolvents orgànics.
També existeixen compostos derivats dels HAP que tenen grups alquil o altres grups funcionals com a substituents.

## Origen i fonts[1]
La combustió d'hidrocarburs a temperatures relativament elevades (superiors a 500 °C) i amb insuficient oxigen per una combustió completa són les condicions ideals per la formació dels HAP. També es poden obtenir de manera natural, ja que, el material biològic que dona origen al carbó i al petroli evoluciona sota pressió i a temperatures relativament baixes (menys de 200 °C) formant certa quantitat de HAPs. Per tant, la combustió del carbó o del petroli provoca l'emissió dels HAP's contingut en aquests combustibles a més de formar-se nous HAPs.
Com a resultat d'aquest origen natural i antropogènic, les fonts principals de generació de HAPs són:
- Processos industrials: fabricació de coc, asfalt, ferroaleacions, craqueig de petroli, etc
- Fonts mòbils: automòbils de gasolina i dièsel, tràfic aeri.
- Processos de combustió: calefacció, incineració de residus, incendis, etc
- Generació d'energia.

Totes aquestes fonts de HAPs són també fonts de contaminació ambiental.

## Efectes medioambientals[1]
L'elevada aromaticitat dels hidrocarburs aromàtics policíclics fa que siguin molt estables i resistents químicament. La seva evolució en el medi ambient està associada a processos amb la intervenció de microorganismes. Si els HAPs estan en presència de llum i oxigen, la seva vida mitjana és inferior a una hora, però si es troben absorbits en partícules o sediments aquesta vida mitjana pot augmentar fins a setmanes o anys.
La persistència en el medi ambient augmenta amb la grandària de l'hidrocarbur. Aquesta persistència, en general va acompanyada d'un gran caràcter bioacumulatiu que es pot determinar mitjançant el coeficient de repartiment octanol/aigua ({\displaystyle k_{o,w}}), definit com:
{\displaystyle k_{o,w}} = Concentració de l'hidrocarbur en octanol/Concentració de l'hidrocarbur en aigua
Per la majoria dels HAPs els valors d'aquest quocient són alts (entre 3 i 6,5 pel log{\displaystyle k_{o,w}}). Això suposa un elevat potencial bioacumulatiu per als HAPs de major pes molecular.
HAPs en l'aire
Es troben fonamentalment com a contaminants atmosfèrics. En l'aire estan presents com vapors o gasos, o bé es troben adherits a la superfície de petites partícules sòlides. En general aquesta contaminació consisteix en barreges de HAP, mai de compostos aïllats; la composició específica de cada emissió depèn de diversos factors, tals com el tipus de combustible utilitzat, les seves propietats i el tipus de tecnologia utilitzada per la seva combustió. Per altra banda, els HAP's en general s'emeten units a altres partícules, i quan estan a l'aire poden patir ràpidament processos d'oxidació o degradació, afavorits per la presència d'altres contaminants i de a radiació ultraviolada solar.
HAPs en l'aigua i els sols 
Els HAP's poden entrar a les aigües superficials a través de les descàrregues de plantes industrials i de tractament d'aigües residuals i poden ser alliberats als sols a partir de deixalles perilloses si aquestes s'escapen dels contenidors d'emmagatzematge. En el sol els HAP s'uneixen a altres partícules i alguns poden contaminar als aqüífers. La degradació dels HAP en el sol i en l'aigua pot durar setmanes i mesos i és causada principalment per acció de microorganismes.
Mobilització dels HAPs 
Els HAP poden viatjar llargues distàncies abans de tornar fins a la terra en forma d'aigua de pluges o per assentament de partícules. La mobilització dels HAP en el medi ambient depèn de les propietats de cadascun d'ells, com de la seva capacitat de dissoldre's o no en l‘aigua o a seva volatilitat. En general tendeixen a unir-se i dissoldre's bé en substàncies grasses, mentre que no es dissolen fàcilment en l'aigua.
HAPs en els éssers vius
El contingut de HAP present en les plantes i animals que viuen a la terra o en l'aigua poden ser a vegades més alts que les concentracions de HAP presents en el sol o l'aigua. Tot i que no sembla que el nivell de HAP s'incrementi en a cadena tròfica, pel seu caràcter lipofílic té una gran afinitat pels teixits rics en grassa, on s'acumulen és a dir que sí que es produeix bioconcentració.
Impacte dels HAPs en el medi ambient
Tot i la seva àmplia distribució en el medi ambient, no sembla que els HAP de l'atmosfera contribueixin significativament a la reducció de la capa d'ozó de l'estratosfera o a l'escalfament global.

## Toxicitat[1]
Els hidrocarburs aromàtics policíclics són una important font de toxicitat sobretot en els organismes aquàtics. Per norma general, a major pes molecular i majors valor de {\displaystyle k_{o,w}} major és la seva toxicitat.
| Compost                                 | {\displaystyle CL_{50}} | log{\displaystyle k_{o,w}} |
| --------------------------------------- | ----------------------- | -------------------------- |
| Naftalè ({\displaystyle C_{10}H_{8}})   | 0,1-8 ppm               | 3,36                       |
| Acenaftè ({\displaystyle C_{12}H_{10}}) | 0,6-3 ppm               | 3,92                       |
| Fenantrè ({\displaystyle C_{14}H_{10}}) | 0,04-0,6 ppm            | 4,57                       |

La {\displaystyle CL_{50}} es refereix al fet que aquestes concentracions referides a la taula són mortals per al 50% dels peixos, en aquest cas.
El major perill associat als efectes dels HAPs en organismes és la capacitat per produir efectes mutagènics i carcinogènics.

## Efectes sobre la salut
La principal via d'exposició en éssers humans és l'alimentària. També poden ser absorbits per la pell o els pulmons, amb la qual cosa altres possibles vies serien el contacte amb productes que en continguin o la inhalació d'aire pol·luït (trànsit, fum de llars de foc, cuines, fum de tabac, etc.).
Els aliments crus presenten normalment nivells relativament baixos d'HAP, que es veuen notablement incrementats quan l'aliment és cuinat, sobretot quan és torrat, se sotmet a planxa, o la barbacoa. La formació d'HAP en preparacions amb brases de carbó augmenta amb el contingut de greix de la carn, el temps de cocció i la temperatura. Altres aliments que poden contenir HAP són aquells que contenen greixos i olis, així com els aliments sotmesos a processos de fumat i assecat.
Estudis experimentals amb animals indiquen que els HAP en nivells alts poden produir problemes de reproducció i per a les cries, però es desconeix si aquests efectes es reprodueixen en les persones. Alguns HAP estan classificats com a probables carcinògens genotòxics. Pel fet que els HAP sempre es presenten com a mescles de proporcions variables i canviants, el coneixement dels efectes de l'exposició humana a cada compost individual és molt limitat.
La Comissió Europea ha fixat limitacions en aliments.
Algunes mesures per reduir els HAP durant la preparació del menjar són evitar el contacte directe de l'aliment amb les flames, evitar que el greix vessi sobre les brases, cuinar carns i peix magres, no cremar les carns, etc.